# Mesodorylaimus flavomaculatus
Mesodorylaimus flavomaculatus är en rundmaskart. Mesodorylaimus flavomaculatus ingår i släktet Mesodorylaimus, och familjen Dorylaimidae. Arten är reproducerande i Sverige.